# Forte de Santa Cruz da Horta
O Forte de Santa Cruz da Horta, também referido como Castelo de Santa Cruz e Castelo de Santo António da Cruz, localiza-se na freguesia das Angústias, cidade e concelho de Horta, na ilha do Faial, nos Açores.
Erguido junto ao antigo cais de desembarque, no atual centro histórico da cidade, constituía-se na principal fortificação da ilha, cruzando fogos com o Forte do Bom Jesus - à sua esquerda, sobre a praia, próximo à ribeira da Conceição -, e com o Forte de Nossa Senhora da Guia (Forte da Greta), na encosta do monte de Nossa Senhora da Guia, atualmente em ruínas, que defendia o acesso à baía pelo lado sul.
Classificado como Monumento Nacional pelo Decreto-Lei nº 36.383, de 28 de Junho de 1947, alberga no seu interior a Pousada da Horta, integrante da rede Pousadas de Portugal.

## História

### Antecedentes
O estudo para a defesa das ilhas do arquipélago dos Açores, contra os assaltos de piratas e corsários, atraídos pelas riquezas das embarcações que aí aportavam, oriundas da África, da Índia e do Brasil, iniciou-se em meados do século XVI. Bartolomeu Ferraz, em uma recomendação para a fortificação dos Açores apresentada a João III de Portugal em 1543, chama a atenção para a importância estratégica do arquipélago:
"E porque as ilhas Terceiras inportão muito assy polo que per ssy valem, como por serem o valhacouto e soccorro mui principal das naaos da India e os francesses sserem tão dessarrazoados que justo rei injusto tomão tudo o que podem, principalmente aquilo com que lhes parece que emfraquecem seus imigos, (...)."
Ainda sob o reinado de D. João III (1521-1557) e, posteriormente, sob o de Sebastião I de Portugal (1568-1578), foram expedidos novos Regimentos, reformulando o sistema defensivo da região, tendo se destacado a visita do arquiteto militar italiano Tommaso Benedetto ao arquipélago, em 1567, para orientar a sua fortificação. Como Ferraz anteriormente, este profissional compreendeu que, vindo o inimigo forçosamente pelo mar, a defesa deveria concentrar-se nos portos e ancoradouros, guarnecidos pelas populações locais sob a responsabilidade dos respectivos concelhos.

### O forte seiscentista
Denominado primitivamente como Forte de Santo António, remonta às providências tomadas durante a regência do Cardeal D. Henrique para a defesa do arquipélago. Tendo Benedetto visitado a ilha em 1567, esboçou o projecto de construção deste forte, assim como o da criação de uma Companhia de Artilheiros para o guarnecer.
Acredita-se que os trabalhos tenham sido iniciados, mas com alguma dificuldade, uma vez que Sebastião I de Portugal, por Provisão Régia datada de 4 de junho de 1572, determinou fazer as obras de fortificação das ilhas do Faial e de São Jorge, estabelecendo as imposições para elas. No mesmo ano, determinou ao então director das Obras Públicas, Luís Gonçalves, que visitasse essas ilhas para tomar as diligências necessárias à continuação das obras de fortificação nas mesmas, que se encontravam interrompidas. Do mesmo modo, foi organizado o Corpo de Ordenanças.

### A Dinastia Filipina
Assim como se registou na Terceira, de acordo com informação do historiador António Macedo (1981), a previsão de um ataque espanhol à Terceira e ilhas a ela subordinadas após a batalha da Salga (1581), conduziu ao reforço do efectivo militar e da fortificação da costa do Faial, reparando-se as defesas existentes e erguendo-se novas fortificações.
Com a sujeição da Terceira em 1583, o Forte de Santa Cruz obstou o desembarque na Horta da armada espanhola sob o comando de D. Pedro de Toledo, levando-o a desembarcar no sítio do Pasteleiro. Após escaramuças, o Capitão-mor do Faial, António Guedes de Sousa, foi executado às portas do forte.
Em 1587 o fogo das suas baterias impediu corsários ingleses de apresar um navio vindo de Cabo Verde fundeado sob a sua proteção.
Tendo a guarnição espanhola aí deixada após a conquista sido recolhida à Terceira, a pedido dos habitantes da Horta que se queixavam de que a não podiam sustentar nem alojar, que haviam se oferecido para a defesa da ilha, em 6 de setembro de 1589 uma armada inglesa, sob o comando de George Clifford de Cumberland, chegou à ilha, onde apresou uma nau da Índia e outras sete embarcações no porto e atacou a vila, que foi saqueada após a fuga da população para o interior da ilha. Quando conquistaram o forte este era defendido por apenas sete soldados, o vigário e os capitães Gaspar Dutra, Tomás Porrás, Domingos Fernandes e João Francisco. Os corsários levaram todas as peças de artilharia que encontram na ilha - excepto duas que não viram em Porto Pim, e incendiaram as edificações de serviço no Forte de Santa Cruz.
Reparado, mas insuficientemente artilhado, pouco pode fazer além de afastar o desembarque para longe do seu fogo quando anos mais tarde, em Agosto de 1597, Sir Walter Raleigh, da armada sob o comando de Robert Devereux, 2º conde de Essex, saqueou e incendiou a Horta. Nesse período encontra-se figurado no "Projecto da fortificação da Horta" enviado pelo capitão espanhol Francisco de La Rua ao conde de Portalegre, por pedido de Alonso de Ávila em 1597, atualmente no Arquivo Geral de Simancas.

### Da Restauração da Independência Portuguesa aos nossos dias
A partir de 1650 e até finais da segunda década do século XX, o forte serviu como quartel da tropa de linha da guarnição da Horta.
Em 1675 o capitão-mor da Horta e governador na ilha do Pico, Jorge Goulart Pimentel, fez prolongar a muralha da cidade, ligando-a ao Castelo de Santa Cruz.
No contexto da Guerra da Sucessão Espanhola (1702-1714) encontra-se referido como "O Castello de Santo António no lugar da Cruz, sobre o porto." na relação "Fortificações nos Açores existentes em 1710".
Uma inscrição epigráfica no seu Portão de Armas informa:
"Este corpo de guarda e mais obra se fês em 9bro de 1709 – á ordem de Ant.o do Couto Castel-B.co – Cavall.o prof.o na ordem de XP.to – e Com.dor do Secho amarélo – Na ordem de S. Bento de Avis – Alcade mór de S. Tiago de Casem. – Na ordem de S. Iago da Espada. – S.or de 4 morgados, sendo um o de seu apelido de que é Xéfe – M.tre de campo que foi d'infant.ia – e Gov.or das cidades de Placencia & Salamanca em Castella a velha – & Campilho d’Altigoi da Mancha em Castella a nova. – A Praça de Bocayrente em o Reyno de Valença, - Brigadier nos exercitos de Portugal, a cujo cargo esta a inspectaçam d'estas ilhas dos Assores por Sua Magestade que Ds. G.de."
Encontra-se identificada na "Planta das fortificações e baías na ilha do Faial", de autoria do sargento-mor do Real Corpo de Engenheiros, José Rodrigo de Almeida (1804), e detalhada na "Planta e alçados do castelo de Santa Cruz sobre o porto na Ilha do Faial" (1805).
SOUSA (1995), em 1822, refere: "(...) A sua defesa marítima é o grande Castelo de Santa Cruz, que tem a Ermida de Santo António, fortificado por 72 peças (...); guarnecidos pelo 3º Batalhão de Linha dos Açores, e pelo Regimento de Milícia Nacional que toma o nome da cidade.".
No contexto da Guerra Civil Portuguesa (1828-1834) foi tomado pelas forças leais a D. Pedro IV.
A "Relação" do marechal de campo Barão de Bastos em 1862 localiza-o na freguesia das Angústias, informa que se encontra em bom estado e observa, com relação às estruturas da ilha:
"Devem ser conservados, por que defendem o porto da cidade da Horta, dando-lhe a conveniente importancia, mas seria util fazer-lhes as reparações de que carecem, e artilha-los convenientemente; pois quazi toda a artilharia e reparos se achão incapazes de serviço."
O imóvel do forte foi cedido à Câmara Municipal da Horta em 1927, para ser demolido, permitindo com isso o prolongamento da avenida litoral então em projecto. A falta de recursos, entretanto, impediu a implantação do projecto.
Encontra-se classificado como Monumento Nacional pelo Decreto-Lei nº 36.383, de 28 de Junho de 1947. Posteriormente veio a ser requalificado como unidade hoteleira pela rede Pousadas de Portugal, com projeto do arquiteto Alberto Cruz, da Direcção-Geral dos Edifícios e Monumentos Nacionais (DGEMN), inaugurada a 9 de Agosto de 1969. Os críticos do projeto sustentam que a construção de um edifício em seu terrapleno descaracterizou o conjunto. Do sistema defensivo original restam apenas as muralhas exteriores.

## Características
Trata-se de uma fortificação abaluartada, de planta pentagonal, com uma área de 36,5 decâmetros quadrados. Tem  baluartes nos extremos da face virada para terra, guaritas nos ângulos das faces laterais com as duas faces voltadas para o mar e um redente flanqueado, que acentua o ligeiro ângulo que fazem estas últimas, erguido em alvenaria grossa semi-facetada, aproveitando uma restinga que lhe serviu como alicerce.
Na sua construção foram empregues cantaria de basalto na parte inferior das muralhas e o tufo vulcânico na parte superior, abrangendo ameias e guaritas.
O Portão de Armas, rasgado ao centro do lado voltado para terra, é marcado por um portal brasonado em arco de volta perfeita. Existe uma poterna, de construção mais recente, na parte voltada para a baía: uma porta estreita abre para um corredor com abóbada de canhão que atravessa a muralha e, por meio de uma escada de caracol, desemboca na esplanada do forte.
Contava com vinte e uma peças de artilharia na bateria baixa ou rasante. As muralhas eram providas de banquetas para a fuzilaria.
Possuía, no plano inferior e no corpo abaluartado voltado para terra, as dependências de serviço: Casa do Comando, Quartel da Tropa, Paiol, Armazéns, Calabouço, Cozinha e Capela.

## A batalha do porto da Horta
No contexto da Guerra anglo-americana de 1812, em que Portugal manteve neutralidade, nas águas do porto da Horta, diante da forte, desenrolou-se uma batalha naval: a batalha do porto da Horta.
Em setembro de 1814 o brigue corsário estadunidense "General Armstrong" fundeou na Horta para reabastecimento de água e víveres o que, de acordo com o Direito internacional, lhe asseguraria imunidade enquanto estivesse em porto neutro. Entretanto, uma esquadra britânica aproximou-se, e em desrespeito às convenções internacionais, abriu fogo sobre o corsário. A batalha estendeu-se por um dia e uma noite, causando dezenas de mortos aos britânicos e culminando com o afundamento do brigue estadunidense.
No combate destacou-se, pelo lado estadunidense, uma peça de artilharia francesa, apresada pelos ingleses durante as Guerras Napoleónicas, vendida aos Estados Unidos. Posteriormente resgatada pelas autoridades portuguesas à embarcação naufragada, o "Long Tom" esteve instalado no forte de Santa Cruz por várias décadas, vindo a ser oferecido aos Estados Unidos no final do século XIX.